# 社会福祉協議会
社会福祉協議会（しゃかいふくしきょうぎかい、Social Welfare Council）とは、行政関与によって、第二次世界大戦前中に設立した民間慈善団体の中央組織・連合会（「中央慈善協会」「恩賜財団同胞援護会」「全日本民生委員同盟」「日本社会事業協会」など）およびその都道府県組織を起源とする組織で、地域福祉の推進を図ることを目的とする社会福祉法人である。事実上の第三セクター。略して社協 (しゃきょう) と称する。

## 概要
戦後アメリカ合衆国から導入したコミュニティワーク（地域福祉とその技術）の普及推進と、民間福祉事業やボランティア活動の推進・支援を目的としている。法的には社会福祉法で規定しており、全国、都道府県、特別区、政令指定都市（区＝行政区）、市町村単位で組織している。基本的には社会福祉法人格を持つこととなっている。
外郭団体としては位置づけられておらず、あくまでも純粋な民間団体ではあるが、法律（社会福祉法）に定められ、都道府県や市町村などの行政区画単位で組織された団体であり、運営資金の多くが行政機関の予算措置によるものであるため、「公私共同」「半官半民」で運営しており、民間と公的機関・組織の両面のメリットを生かした事業を展開している。
例えば、民間福祉事業者や当事者団体、NPOや民生委員、児童委員の団体、各種のボランティア団体などと住民と行政機関との橋渡し、福祉施設や団体の連合会とその事務局、各福祉事業者や福祉系職能団体などの利害調整、住民参加による地域福祉の推進、福祉専門職の職員養成、福祉人材の確保、福祉サービスの第三者評価などがあげられる。共同募金事業も県社協や市町村社協においては別法人の共同募金会の事務局を兼務する形態で行なっていることも多い。特に、市町村社協で見ると、ほとんどの市町村社協がそうである。
なお、市町村単位になると先述に加え、行政の委託事業や福祉・介護サービス事業、障害者など要援護者の生活相談事業を展開しているところが多い。改正社会福祉法が2021年4月に施行され、高齢者、障害、子育て、生活困窮などの分野で縦割りとなりたらい回しされる福祉行政を変え、ワンステップで受ける断らない窓口設置と継続して寄り添う伴走型支援になる。市町村の任意事業だが、国は交付金を新設して後押しする方針。
また社会福祉協議会の法人運営も住民を代表して、社会福祉事業や更生保護事業を運営する者、ボランティア団体や当事者団体の関係者、関係者らが役員（理事、評議員など）に選出されている。なお、関係省庁や自治体の公務員も理事や評議員に就任しているが、関係省庁出身の役員は5分の1を超えないようになっている。

## 全国社会福祉協議会
社会福祉法人全国社会福祉協議会（ぜんこくしゃかいふくしきょうぎかい、略して「全社協」という）は、全国すべての都道府県、市区町村に設置している社会福祉協議会（社協）の連合会・中央組織である。社会福祉団体や関係者、厚生労働省等と連携を取りながら、福祉サービス利用者や社会福祉関係者への支援、全国の社協、民生委員・児童委員、社会福祉施設等の活動への支援・推進などを通じ、社会福祉の発展をめざした活動を行なっている。
1908年（明治41年）に渋沢栄一が初代会長となり創設された「中央慈善協会」とその後身を母体とし、1951年（昭和26年）に社会福祉事業法の施行により、恩賜財団同胞援護会（戦中から戦後にかけて主に戦災者や引揚者の援護事業を行なっていた恩賜財団戦災援護会と、主に戦没軍人の遺族や傷病軍人及びその家族の援護事業を行なっていた恩賜財団軍人援護会とが合併し発足）など全国区の公的関与のある、民間社会事業関連団体と合併・改組し、「中央社会福祉協議会」として発足、後に現在の名称に改められた。

### 組織構成
各福祉施設・福祉サービスの連合会・協議会や、福祉系の専門職団体、障害者団体や患者支援団体などの当事者団体、ボランティア団体、全国の民生委員・児童委員の組織、各都道府県にある福祉人材センターの全国本部を併設し、その事務局を内部においている。また、社会福祉事業従事者の研修を目的とする中央福祉学院を神奈川県三浦郡葉山町に置いている。
全国社会福祉協議会の事務局体制
- 総務部 - (秘書室・管理室・広報室)
- 経理部
- 民生部 - (生活福祉資金貸付事業支援室)
- 法人振興部
- 高年・障害福祉部
- 児童福祉部
- 出版部

併設機関
- 中央福祉人材センター（社会福祉法による事業）
- 中央福祉学院「ロフォス湘南」

各地域の社会福祉協議会
- 都道府県・政令指定都市社会福祉協議会（61法人）
  - 各市区町村社会福祉協議会

#### 全国社会福祉協議会の関連組織
以下、各種福祉団体（事業者団体・専門職団体・ボランティア団体・当事者団体の協議会等）の多くが全社協の本部に団体の事務所を置いている。全社協は各種の福祉団体の運営のサポートを行っている。
- 全国民生委員児童委員連合会（約22万人）
  - 各都道府県・市区町村民生委員児童委員協議会（民生委員・児童委員の全国協議会）
- 社会福祉施設・在宅事業・専門職団体
  - 全国社会就労センター協議会（就労継続支援・就労移行支援の全国協議会）
  - 全国身体障害者施設協議会（身体障害者施設の全国協議会）
  - 全国保育協議会（児童福祉施設の全国協議会）
  - 全国保育士会（保育士の専門職団体）
  - 全国児童養護施設協議会（児童養護施設の全国協議会）
  - 全国乳児福祉協議会（児童福祉施設の全国協議会）
  - 全国母子生活支援施設協議会（母子生活支援施設の全国協議会）
  - 全国福祉医療施設協議会（福祉医療施設の全国協議会）
  - 全国救護施設協議会（救護施設の全国協議会）
  - 全国地域包括・在宅介護支援センター協議会（地域包括支援センターの全国協議会）
  - 日本福祉施設士会（福祉施設士の専門職団体）
  - 全国ホームヘルパー協議会（ホームヘルパーの専門職団体）
  - 全国社会福祉法人経営者協議会
  - 全国社会福祉法人青年会
- 団体連絡協議会(全社協と各団体の連絡協議会）
  - 障害関係団体連絡協議会(全社協と全国規模の障害者団体との連絡協議会）
    - 全国肢体不自由児施設運営協議会
    - 全国肢体不自由児者父母の会連合会
    - 全国重症心身障害児（者）を守る会
    - 全国障害者とともに歩む兄弟姉妹の会
    - 全国心身障害児福祉財団
    - 全国心臓病の子どもを守る会
    - 全国脊髄損傷者連合会
    - 全国手をつなぐ育成会連合会
    - 全日本難聴者・中途失聴者団体連合会
    - 全日本ろうあ連盟
    - 日本筋ジストロフィー協会
    - 日本肢体不自由児協会
    - 日本自閉症協会
    - 日本身体障害者団体連合会
    - 日本知的障害者福祉協会
    - 日本てんかん協会
    - 日本視覚障害者団体連合
    - 日本リウマチ友の会
    - 全国盲ろう難聴児施設協議会
    - 日本重症心身障害福祉協会

  - 全国厚生事業団体連絡協議会(全社協と厚生事業団体との連絡協議会）
    - 全国救護施設協議会（救護施設の全国協議会）
    - 全国更宿施設連絡協議会（更生施設、宿所提供施設、宿泊所（第2種事業）、自立支援センターの全国協議会）
    - 全国身体障害者福祉施設協議会（内部障害のある者を中心とした障害者支援施設の全国協議会）
    - 全国婦人保護施設等連絡協議会（婦人保護施設の全国協議会）

  - 高齢者保険福祉団体連絡協議会（全社協と高齢者保険福祉団体との連絡協議会）
    - 全国老人福祉施設協議会
    - 全国地域包括・在宅介護支援センター協議会

そのほかの関係団体
- 日本赤十字社
- 中央共同募金会（共同募金）
- 日本障害フォーラム（全社協が加盟している）
- 全国老人クラブ連合会（事務所を全社協本部においている）
- 社会福祉法人恩賜財団済生会
- 各都道府県の旧恩賜財団同胞援護会支部
- 一部の都道府県福祉事業団（社会福祉系の事業団）
- 福祉系の職能団体
  - 日本介護福祉士会
  - 日本介護支援専門員協会
  - 日本ソーシャルワーカー連盟
    - 日本社会福祉士会
    - 日本精神保健福祉士協会
    - 日本医療ソーシャルワーカー協会
    - 日本ソーシャルワーカー協会

### 沿革
- 1908年（明治41年） - 「中央慈善協会」設立
- 1921年（大正10年） - 「社会事業協会」に改称
- 1924年（大正13年） - 「財団法人中央社会事業協会」に組織変更
- 1945年（昭和20年） - 「恩賜財団戦災援護会（後の恩賜財団同胞援護会）」発足
- 1947年（昭和22年） - 「全日本私設社会事業連盟」と合併、「日本社会事業協会」と改称
- 1951年（昭和26年） - 「全日本民生委員連盟」および「恩賜財団同胞援護会」と合併、「財団法人中央社会福祉協議会」を設立
- 1952年（昭和27年） - 「社会福祉法人全国社会福祉協議会連合会」に改称
- 1955年（昭和30年） - 「社会福祉法人全国社会福祉協議会」に改称
- 1970年（昭和45年） - 「社会福祉法人社会事業会館」を合併
- 1987年（昭和62年） - 新霞が関ビルディング竣工
- 1995年（平成7年） - 中央福祉学院（ロフォス湘南）竣工

## 都道府県社会福祉協議会・政令指定都市社会福祉協議会

### 都道府県社会福祉協議会
都道府県の単位で組織し、各市町村の社会福祉協議会の指導や支援、監督を行なったり、福祉専門職の養成、福祉サービスの振興・評価などを主な事業としている。なお、中央慈善協会各都道府県支部を源とし、戦後、社会福祉事業法の施行に伴って改組したものが多い。略して都道府県社協と称する。
主な事業として、市町村社会福祉協議会の指導監督以外に次を行なっている。
- 障害によってご自身の判断能力に不安のある人を対象に福祉サービスの利用援助や日常的な金銭の管理等を行なう「日常生活自立支援事業（旧：地域福祉権利擁護事業）」を市区町村社会福祉協議会と連携して実施している
- 福祉サービス事業者の適正な事業運営と、サービス利用者の支援に向けた取り組み
  - 福祉サービスに関する苦情の相談の受付と中立の立場から助言、斡旋などを行なう
  - 「運営適正化委員会」を設置
  - 「福祉サービスの第三者評価事業」を実施
- 経済的な支援を必要とする人に、生活や就業等に必要な資金（生活福祉資金）を低利で貸し付け（後述）
- 福祉関係者に対する専門的な研修事業の実施
- 市区町村社会福祉協議会のボランティアセンターとの連携によるボランティア活動の振興
- 災害時には必要に応じて災害時ボランティアセンターを立ち上げるなどの被災地支援
- 小中高校における福祉教育の推進
- 「福祉人材センター」を設置し、福祉の仕事に関する求人・求職情報の提供、斡旋などを実施
- 都道府県共同募金会の運営（別法人の主な関連団体だが、都府県社協の職員が兼務・出向している場合が多い）
- 民生委員・児童委員協議会の運営
- 都道府県単位で活動する各種福祉団体（事業者団体・専門職団体・ボランティア団体・当事者団体の協議会等）の運営への支援及び社協と各種福祉団体の共同事業の実施など。

### 政令指定都市社会福祉協議会
政令指定都市では、市内の各区に独立した法人で社会福祉協議会を配置していることが多い。そのような政令指定都市社協では、都道府県社会福祉協議会に準じた活動・事業を行なっている。

## 市区町村社会福祉協議会
市区町村社会福祉協議会（しくちょうそんしゃかいふくしきょうぎかい、略して「市区町村社協」という）は、市町村もしくは政令指定都市の区ごとに組織し、多様な福祉ニーズに応えるため、それぞれの社協が地域のボランティアと協力しながら地域の特性を踏まえ創意工夫をこらした独自の事業に取り組んでいる。主な事業は次のとおりである。
- 住民の地域福祉活動の支援
  - 市町村単位で活動する各種福祉団体（事業者団体・専門職団体・ボランティア団体・当事者団体の協議会等）の運営への支援及び社協と各種福祉団体の共同事業の実施など。
  - 福祉NPOなど福祉を目的とした市民団体の育成・助成
  - ボランティアセンターの運営（ボランティア活動に関する相談や活動先の紹介、災害復興支援など）
- ホームヘルプサービスやデイサービスなど福祉・介護サービスの実施（民間事業者が入らない一部地域では、役所に相談に来た高齢者を他の業者を斡旋せずに殆ど社協に紹介するなど独占的なサービスを行なっている地域もある（北海道の地方都市など））
- 行政など公的機関からの委託事業の実施
  - 福祉・保健サービス
    - 例えば、介護保険法や障害者自立支援法に基づいた介護・福祉サービス、市町村から委託した福祉・保健サービス、制度外の福祉サービス、地域包括支援センターなど

  - 日常生活自立支援事業（障害によって判断能力に不安のある人を対象に福祉サービスの利用援助や日常的な金銭の管理等を行なう事業）の実施または、その相談窓口を運営
  - 福祉施設の運営・管理
  - 各種助成金事業
- 福祉サービス利用の相談窓口
- 障害者や高齢者の見守り活動の推進
  - 高齢者や障害者、子育て中の親子が気軽に集える「サロン活動」などの実施
  - 安否確認活動
- 福祉教育の推進
  - 小中高校における福祉教育の支援・講師の派遣
  - 住民向け福祉・介護関連の講座の運営
- 民生委員・児童委員協議会の運営（市町村が行なっているところもある）
- 市区町村共同募金支会の運営（別組織ではあるが、事務は社協の職員が兼務をしている。ただし、共同募金からの人件費補助は一切ない）
- その他に、行政や各種福祉施設、福祉団体、町内会連合会など地域福祉に関連のある組織と市区町村の状況に応じた独自事業を行なっている社協もある

## 広域・小地域の社会福祉協議会
地域によっては、都道府県と市町村の中間に郡や広域行政圏などの単位で「郡社会福祉協議会」「地域社会福祉協議会」などを組織したり、市町村の学校区・町内会単位の社会福祉協議会（「地区社会福祉協議会【※】」「小地域社会福祉協議会」）を組織しているところがある。また、北海道社会福祉協議会では、広域のために、北海道の支庁単位に出先機関である「地区事務所」を設けている。
【※】社会福祉法にある「地区社会福祉協議会」とは異なる。広域、小地域とも法人格を持たないところがほとんどである。

## 生活福祉資金貸付制度
低所得者世帯、障害者世帯、高齢者世帯が対象。各市区町村社会福祉協議会が相談・申請窓口となり、各都道府県社会福祉協議会によって貸付が行われる。連帯保証人がいる場合は無利子、いない場合は有利子（年利1.5%）。ただし、緊急小口資金(最大20万円を無利子で借りられる)、教育支援資金は無利子。不動産担保型生活資金は有利子（長期プライムレート・上限年利3%）。
貸付資金の種類
- 総合支援資金
  - 生活支援費
  - 住宅入居費
  - 一時生活再建費
- 福祉資金
  - 福祉費
- 教育支援資金
  - 教育支援費
  - 就学支度費
- 不動産担保型生活資金
  - 不動産担保型生活資金
  - 要保護世帯向け不動産担保型生活資金

ちなみに、本制度と類似の貸付制度として、各都道府県、政令指定都市・中核市が実施する母子父子寡婦福祉資金貸付金や、生活協同組合、NPOバンクが実施するマイクロファイナンスが挙げられる（日本におけるマイクロファイナンスも参照）。

## 参考資料
- 社会福祉協議会の現狀及び社会福祉協議会の組織と活動(厚生労働省社会・援護局地域福祉課 2007年作成,PDF)